# Lindenberg (Thüringer Wald)
Der Lindenberg ist ein 749 m ü. NHN hoher Berg am Nordrand des mittleren Thüringer Waldes. Er befindet sich auf dem Gebiet der Stadt Ilmenau, wo er nach dem Kickelhahn die zweithöchste Erhebung und der zweite Hausberg ist. Besondere Bedeutung hat der Lindenberg nicht nur als Naherholungsgebiet, sondern auch als Sportgebiet mit zahlreichen Möglichkeiten für Sommer- und Wintersport.

## Geografie
Der Lindenberg liegt südlich der Stadt Ilmenau. Seine Spitze ist Luftlinie nur einen knappen Kilometer vom Stadtrand entfernt. Die Bebauung reicht hier bis etwa 550 Meter Höhe. Die Ausdehnung des Bergmassivs beträgt rund zwei Kilometer in Ost-West- und ebenfalls etwa zwei Kilometer in Nord-Süd-Richtung. Umgeben ist es von den Tälern des Gabelbachs im Westen, der Ilm im Norden und der Schorte im Süden und Osten. Nur ganz im Südwesten zwischen Gabelbach und Schorte ist der Berg über einen etwa 600 Meter breiten Sattel mit der Hohen Tanne (805 m) verbunden. Der Höhenunterschied zum Ilmtal im Norden und zum Schortetal im Nordosten beträgt rund 250 Meter. Der einzige nennenswerte Nebengipfel ist der Floßberg (637,8 m ü. NHN) nordöstlich des Lindenbergs. Etwa 2,5 Kilometer östlich liegt der Ilmenauer Ortsteil Oehrenstock.
Der Lindenberg ist komplett mit Fichten-Monokulturen bestanden, die zum Ilmenauer Stadtforst gehören und in städtischem Eigentum sind. Allerdings kam es beim Orkan Kyrill am 19. Januar 2007 zu einem großflächigen Windbruch, der nahezu den gesamten Baumbestand der nördlichen, der Stadt zugewandten Seite des Berges vernichtete. Die Wiederaufforstung ist hier im Gange, wobei ein Mischwald, von dem man sich eine höhere Windbeständigkeit erhofft, gepflanzt wird.
Unter dem Motto: „Ilmenau pflanzt den neuen Wald“ begann am 31. März 2007 die Wiederaufforstung. Der durch den Orkan Kyrill stark in Mitleidenschaft gezogene Lindenberg wird, unter Mithilfe der Ilmenauer Bürger, wieder mit Rotbuche, Bergahorn, Douglasie und Weißtanne unter fachlicher Anleitung neu bepflanzt. Als Begleitbaumarten werden Winterlinden, europäische und japanische Lärchen gepflanzt sowie die Naturverjüngung aus Fichte, Birke und Eberesche genutzt. Es ist vorgesehen, auf den Kahlschlägen in den nächsten Jahren Mischwald anzupflanzen.
Im Sommer 2008 brachte ein Jugend- und Kulturverein den Vorschlag in die Diskussion ein, auf der kahlen Nordseite einen Ilmenau-Schriftzug nach dem Vorbild des Hollywood Sign anzubringen. Sie konnten sich mit dieser Marketing-Idee allerdings nicht durchsetzen.
Geologisch besteht der Lindenberg aus verschiedenen Porphyr-Gesteinen, wobei an seinem Nordrand eine Störung verläuft, durch die sich dort ein vielfältiges geologisches Profil ergibt. Auch für den Bergbau war der Lindenberg früher sehr bedeutend, so wurden dort vor allem Braunsteine und Flussspat abgebaut. Die Schachteingänge befanden sich größtenteils im Schortetal, wo heute (allerdings auf der gegenüberliegenden Talseite) das Schaubergwerk Volle Rose liegt.

## Wegenetz
Der Lindenberg wird durch ein dichtes Wegenetz erschlossen. Der Krumme Weg führt von der Stadt zum Gipfel und ist der bekannteste Weg auf den Berg. Ein Weg führt auch von der Schortemühle von Osten her hinauf und einer verläuft neben der alten Bobbahn vom Gabelbachtal (Westen) zum Gipfel. Nach Süden gibt es einen Weg entlang des Grates zur Herzogröder Wiese am Wanderparkplatz des Kickelhahns an der Straße von Ilmenau nach Neustadt am Rennsteig. Ergänzt wird das Netz durch zahlreiche quer zu den Aufstiegswegen verlaufende Pfade. An der Nordseite sind viele Wege durch den Orkan Kyrill zerstört worden und wurden in etwas geändertem Verlauf wieder angelegt.

## Tourismus

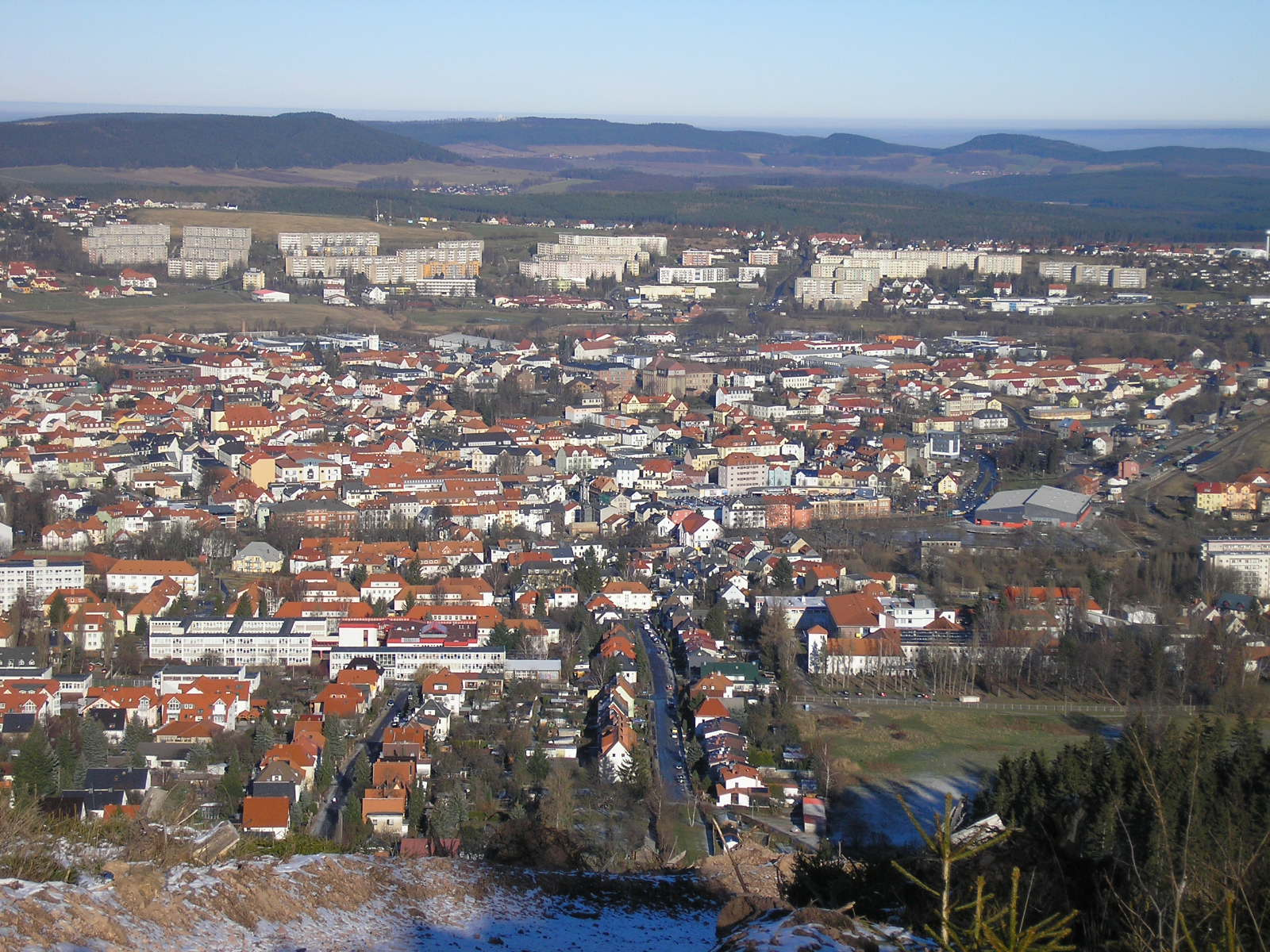
Blick vom Lindenberg über die Stadt, im Hintergrund die Reinsberge

Der Lindenberg ist vor allem Wanderziel für Einheimische, da er nicht so bekannt ist wie sein Nachbar, der Kickelhahn. Im Jahre 2019 wurde ein neuer Aussichtsturm errichtet. Da das Nachwachsen des Waldes auf der Nordseite langsam vor sich geht, bietet sich derzeit nahezu auf jedem Schritt des Aufstiegs von Ilmenau her ein guter Blick über die Stadt ins nördliche Vorland des Thüringer Waldes. Dort liegen die Pörlitzer Höhe, dahinter die Reinsberge und andere Hügel. Auch nach Südosten eröffnet sich von der Spitze eine gute Aussicht über die nördlichsten Ausläufer des Thüringer Schiefergebirges. Hier befand sich eine kleine hölzerne Aussichtsplattform, die allerdings vom Orkan Kyrill ebenfalls zerstört wurde. Auf dem Lindenberg steht die Bobhütte, eine Gaststätte, die aus der 1926 errichteten Clubhütte des Ilmenauer Bobclubs hervorging.

## Lindenbergturm
Im Jahre 2019 wurde etwa 250 Meter nordöstlich und 20 Höhenmeter unterhalb des Gipfels, der Stadt Ilmenau zugewandt, der 9,15 m hohe Lindenbergturm errichtet. Dieser neue Aussichtsturm ersetzt eine im Jahre 2018 wegen Baufälligkeit abgerissene Holzkonstruktion, die sich bis dahin etwa 170 Meter vom jetzigen Standort entfernt in Gipfelnähe befand. Von seiner auf 6,3 m Turmhöhe gelegenen Aussichtsplattform bietet sich bei guten Sichtverhältnissen ein Panoramablick in westliche, nördliche und östliche Richtung. Der Turm besteht aus einer verzinkten Stahlkonstruktion mit gedecktem Dach (Zinkblech mit Holzkonstruktion) und ist außen mit Brettern aus Douglasienholz aus heimischen Wäldern verkleidet.

## Sport
Am Lindenberg befinden sich fast alle Wintersportanlagen der Stadt Ilmenau. Zunächst ist hier die Alte Rodelbahn aus dem Jahr 1909 zu nennen, die an der Westflanke des Bergs am Gabelbachtal verlief. Die Ilmenauer Bobbahn von 1926 schlängelte sich von der Bergspitze bis zum Tal des Gabelbachs und wurde bis in die 1960er-Jahre befahren. 1989 entstand am Nordosthang des Berges die im Sommer- und Winterbetrieb genutzte Rennschlittenbahn Ilmenau. Damit befinden sich die Wurzeln des Ilmenauer Rodelsports, aus dem bis heute zahlreiche Olympiasieger hervorgegangen sind, am Lindenberg.

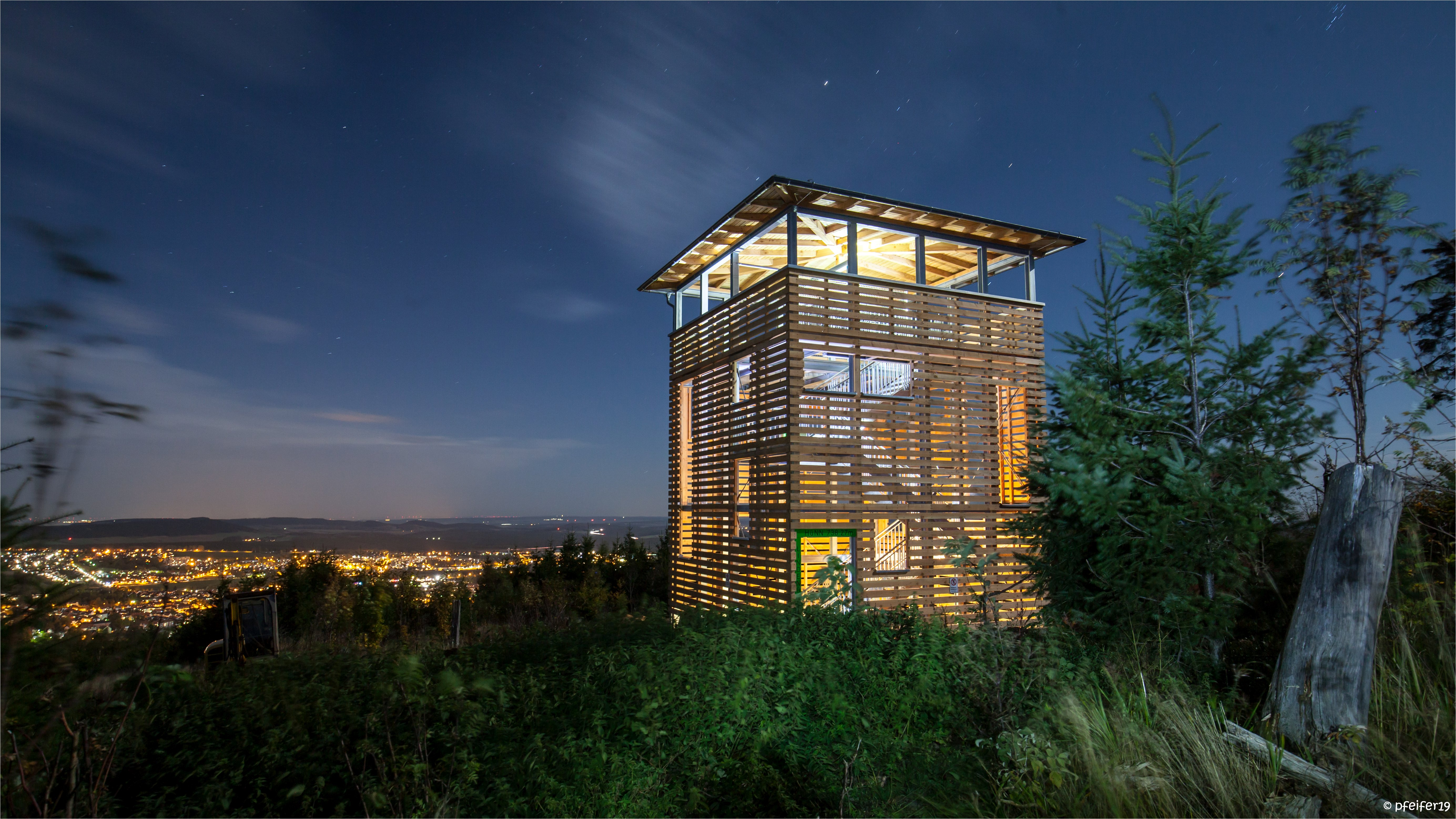
Lindenbergturm bei Nacht

Der alpine Abfahrtshang an der Westseite des Lindenbergs ist 750 Meter lang und überwindet gut 200 Höhenmeter. Er verfügt über einen Lift. Teilweise auf dem Abfahrtshang, teilweise im Wald daneben verläuft die Ilmenauer Downhillstrecke, auf der gelegentlich Rennen des iXS German Downhill Cups stattfinden; 2007 wurden hier die Deutschen Meisterschaften im Downhill ausgetragen. Neben dem Abfahrtshang befinden sich darüber hinaus die beiden kleinen Skisprungschanzen Ilmenaus.

## Namenspatenschaften
Nach dem Lindenberg ist eines der beiden Ilmenauer Gymnasien benannt. Es befindet sich am Nordrand des Berges und trägt den Namen seit 1991, als es aus der POS Wilhelm Pieck hervorging.
Außerdem ist die Wohnstraße Lindenberg an seinem Fuße ebenfalls nach dem Berg benannt.